# شركة كهرباء ويستينغهاوس
شركة كهرباء ويستينغهاوس محدودة المسؤولية هي شركة طاقة نووية مقرها الولايات المتحدة الأمريكية، كانت تسيطر عليها مجموعة توشيبا، تقدم خدمات ومنتجات الطاقة النووية للمؤسسات حول العالم، بما في ذلك الوقود النووي، الخدمة والصيانة، المعدات، تصميم مصانع الطاقة النووية والتحكم بها. بنت الشركة وشغلت تقريباً حوالي نصف محطات الطاقة النووية العاملة حول العالم في عام 2014.
في عام 2017 واجهت الشركة صعوبات وأشهرت إفلاسها إلى أن تم بيعها لشركة بروكفيلد بزنس بارتنرز.